# Armand Gamache
Pour les articles homonymes, voir Gamache.
L'inspecteur en chef Armand Gamache est le personnage principal d'une série de romans policiers écrits par l'auteure canadienne Louise Penny. La série se déroule autour de la vie de l'inspecteur en chef Armand Gamache de la Sûreté du Québec, la police provinciale du Québec. Les livres de la série ont été nommés et ont reçu de nombreux prix.
Le premier livre de la série, Still Life, a été publié en 2006 et a remporté le prix CWA New Blood Dagger (en), le prix Arthur-Ellis, le prix Dilys, le prix Anthony et le prix Barry. Les romans suivants de la série ont remporté les principaux prix d'écriture criminelle dans trois pays. Plusieurs d'entre eux ont également figuré sur la liste des meilleures ventes du New York Times, atteignant même la première place,.

## La série Armand Gamache
La série de livres sur l'inspecteur en chef Armand Gamache est écrite par Louise Penny. Avant d'écrire à plein temps, Louise Penny a travaillé pendant 18 ans comme journaliste radio et animatrice pour CBC Radio à Thunder Bay (Ontario) et Winnipeg (Manitoba). Elle a commencé à écrire un roman historique, mais elle est passée à l'écriture de romans policiers après avoir eu du mal à le terminer. Elle a inscrit le premier livre de la série, Still Life (en), au concours Debut Dagger au Royaume-Uni, où elle s'est classée deuxième sur 800 inscriptions.
La série s'articule autour du personnage de l'inspecteur en chef Armand Gamache. Les histoires se déroulent généralement dans le village imaginaire de Three Pines au Québec (Canada), Gamache enquêtant sur les meurtres de diverses personnes dans chaque roman. De langue maternelle française, Gamache parle anglais avec un accent britannique. Dans le premier livre Still Life, on découvre qu'il a appris l'anglais alors qu'il était étudiant au Christ's College, un des 31 collèges de l'université de Cambridge, où, selon le roman A Great Reckoning, il préparait un diplôme en histoire.
Les livres ont été décrits comme des énigmes « axés sur les personnages » qui approfondissent les relations entre les personnages à chaque livre de la série. Three Pines est un lieu fictif situé dans la province de Québec, Penny mettant en place les personnages en utilisant l'histoire du Canada pour montrer leurs personnalités et leurs antécédents. Dans la série, quelques intrigues se déroulent en dehors de Three Pines.
La série de livres contient peu ou pas de sexe ou de violence et a été qualifiée d'alternative plus douce et plus gentille au roman policier moderne. Penny elle-même a déclaré que « The Murder Stone, comme tous les romans de Gamache, parle d'amour et d'amitié. D'appartenance et d'espoir. Et de la découverte de la bonté enfouie. Dans la nature sauvage. Dans la moelle ».
Dans How the Light Gets In, Penny écrit : « Armand Gamache a toujours eu des croyances démodées. Il croit que la lumière bannit les ombres. Que la bonté est plus puissante que la cruauté, et que la bonté existe, même dans les endroits les plus désespérés. Il croit que le mal a ses limites ». Dans de nombreux livres à partir de Still Life, Gamache dit aux nouveaux détectives qui rejoignent son équipe « quatre admissions qui peuvent mener à la sagesse : J'avais tort. Je suis désolé. Je ne sais pas. J'ai besoin d'aide ».
L'approche de Gamache est davantage exposée dans A Better Man, lorsqu'il partage avec l'un de ses collègues un conseil qu'il a lui-même reçu au début de sa carrière : « Avant de parler... vous devriez vous poser trois questions... Est-ce vrai ? Est-ce que c'est gentil ? Est-il nécessaire de le dire ? ».

## Les livres
En 2022, la série comptait 17 livres, tous publiés par Minotaur Books, une marque de St. Martin's Press. Le premier livre est sorti en 2005, aux États-Unis, et le plus récent en 2021. Plusieurs livres ont été traduits en français.
Il existe également une courte nouvelle intitulée The Hangman, qui met en scène l'inspecteur Gamache et se déroule à Three Pines. Elle ne fait pas partie de la série et a été écrite comme une histoire simple pour les adultes apprenant à lire l'anglais.